# København Håndbold
København Håndbold – duński żeński klub piłki ręcznej z siedzibą w Kopenhadze. Został założony 28 lutego 2013. Drużyna występuje w Guldbageren-Ligaen, dzięki wykupieniu licencji od Frederiksberg Idræts-Forening.

## Kadra zawodnicza

### Sezon 2013/14
- 2.  Pernille Holst Larsen
- 5.  Sofie Bloch-Sørensen
- 8.  Nanna Friis
- 9.  Christina Haurum
- 10. Christina Krogshede
- 12. Christina Elm
- 14. Ida Sylvest
- 15. Alberte Willumsen
- 17. Simone Spur
- 19. Mie Augustesen
- 21. Anne Mette Pedersen
- 23. Søs Søby
- 24. Marianne Bonde
- 25. Christina Wildbork
- 26. Nadia de Zoete Kongsted
- 32. Malene Johansen
- 47. Signe Sjølund Pedersen